# Кралик, Франтишек
Фра́нтишек Кра́лик (чеш. František Králík, 12 апреля 1942, Злин — 7 сентября 1974, Границе) — чехословацкий гандболист, вратарь. Серебряный призёр летних Олимпийских игр 1972 года.

## Биография
Франтишек Кралик родился 12 апреля 1942 года в городе Злин в немецком протекторате Богемия и Моравия (сейчас в Чехии).
Начал заниматься гандболом в Готвальдове (тогда так назывался Злин). Играл за «Искру» из Готвальдова, в её составе стал чемпионом Чехословакии среди юношей, а позже — в составе «Готвальдова» среди мужчин. В 1970 году по семейным обстоятельствам переехал в Границе, где работал на кирпичном заводе экономическим специалистом и играл гандбол за «Цементарну».
В 1972 году вошёл в состав сборной Чехословакии по гандболу на летних Олимпийских играх в Мюнхене и завоевал серебряную медаль. Играл на позиции вратаря, провёл 4 матча.
В том же году был признан лучшим спортсменом Границе и района Пршеров.
Умер 7 сентября 1974 года в Границе. Похоронен в Злине.

## Семья
Был женат, воспитывал трёх детей.